# Pompeji
Pompêji so bili poleg mesta Herkulanej in nekaterih manjših krajev ob Neapeljskem zalivu rimska mestna občina, ki jih je 24. Oktobra leta 79 (ali morda kasneje v jeseni) uničil piroklastični tok ognjenika Vezuv, za katerega sploh niso vedeli, da je ognjenik. Izbruh ognjenika je opisal Plinij mlajši, katerega stric, znani pisec, učenjak in častnik Plinij starejši, je umrl, ko je poskušal z majhno skupino ladjic in ribiških čolnov rešiti ujete v okoliških obmorskih mestih. Plinij mlajši je bil ob času izbruha v Minsenumu.
Pompeje so znova odkrili po naključju leta 1748, ko je nek kmet s plugom zadel ob bronast predmet. Leta 1710 so odkrili marmorne plošče na mestu, kjer je bilo nekoč mesto Herkulanej. K obširnejšemu izkopavanju jih je gnala želja, da bi našli zaklade.

## Življenje v Pompejih
Starejši prebivalci Pompejev so se imenovali Oski. Dobra lega na rodovitni zemlji je privabila Grke, Samnite, Etruščane in nastalo je rimsko mesto. Na začetku je živelo v Pompejih 3000 prebivalcev. Ob vpadu Rimljanov so zdržali mesto eno leto, kasneje pa so se vdali.
Pompeji so bili v primerjavi z ostalimi rimskimi mesti majhni, vendar so bili zaradi dobrega podnebja ter rastlinstva bolj priljubljeni od Rima. Potres je kasneje porušil mesto do tal, a so ga kasneje obnavljali in se je ponovno razcvetelo. Pompejski forum se je nahajal na zelo ugodnem mestu zaradi prelepega zaliva ter vulkana Vezuva. Najpomembnejši prostor za prebivalce je bila tržnica, ker so bili Pompejci trgovsko zelo razviti, trgovali so predvsem s sadjem ter zelenjavo.
Za Pompejce je bilo tudi značilno, da so zelo skrbeli za svojo higieno. Imeli so svoje terme, tam so imeli kopališče, telovadnico, najzanimivejši del mesta pa so bile vroče kopeli. Imeli so tudi ogrevanje, kar je bilo za tiste čase prava redkost. Pompejci so imeli tudi amfiteater. Sprejel je do 5000 obiskovalcev. V njem so potekali gladiatorski boji. Pompejci so za gradnjo hiš uporabljali apnenčast kamen in lehnjak. Hiše so pokrivali s strešniki. Najznačilnejša hiša je imela atrij ter zunanji vrt, vendar so kasneje hiše postale še prostornejše in bogatejše. Bile so udobne, vendar bilo je hrupno zaradi trgovskih cest. V Pompejih so bile zelo priljubljene tudi pekarne. Pri odkopavanju so v peči odkrili celo star kruh, saj vanjo ni prodrl pepel. Arheologi so se zelo začudili, saj je bil kruh enak kruhu v tistem času — torej 1700 let pozneje! Tudi tkali so veliko, kajti tkanine so bile v tistih časih zelo dragocene. Tkali so na ročnih statvah. Zanimivo je, da so tkanine bolj cenili kot kožuhovino, ki je niso veliko uporabljali. Ko so volili novega vladarja, so stene okrasili z napisi tistega, katerega so volili.

## Propad
Leta 62 je Pompeje prizadel potres, a so mesto obnovili, naposled pa je zaradi kopičenja plinov v vulkanu, ki so iskali izhod, a so bili dolga leta prešibki, da bi predrli vulkanov zamašek, sčasoma pritisk tako narasel, da se je sprožil izbruh. Nekega dne je bilo morje zelo razburkano, Vezuv se je sumljivo tresel in oddajal nenavadne zvoke. Tudi živali so se čudno vedle, nato pa je zaradi velikega pritiska para pritisnila na stožec in ga razgnala na majhne kamenčke. Pompejce je pokončal dež majhnih kamenčkov, ki so bruhnili iz vulkana. Štiri kilometre od vulkana je stalo mestece Herkulanej, vendar so prebivalci imeli srečo, ker so vedeli, da v njihovo smer prihaja gmota blata, prav zaradi tega so se lahko rešili. Večina ljudi je preživela prvih dvanajst ur izbruha. Šele po polnoči je vrsta kamninskih tokov pokopala pod sabo tiste ljudi, ki so bili najbližje vulkanu. Mesti pa sta za nekaj stoletij ostali prekriti z debelim nanosom vulkanskega pepela in lave; Pompejev in Herkulaneja ni bilo več.

## Unescova svetovna dediščina
Pompeji in okolica so od leta 1997 vpisani v Unescov seznam svetovne dediščine. Zaradi neučinkovite in počasne obnove in zaščite spomenika (zaradi vpliva lokalne mafije je precej sredstev končalo v zasebnih žepih) so za nadzor obnove parka izbrali poseben model zunanjega mednarodnega nadzora.